# Comlux
Comlux — The Aviation Group, действующая как Comlux и Fly Comlux, — швейцарская авиакомпания со штаб-квартирой в Цюрихе, работающая в сфере бизнес-перевозок по всему миру. Имеет дочерние компании с отдельными сертификатами эксплуатанта в Мальте, Арубе и Казахстане, а также региональные филиалы в России, США, Бахрейне и Гонконге.
Портом приписки перевозчика является аэропорт Цюриха.

## Fly Comlux
Fly Comlux — основное подразделение группы компаний «Comlux Group», осуществляющая VIP-перевозки на 21 самолёте. Эксплуатируя пять лайнеров Airbus ACJ, авиакомпания является крупнейшим в мире эксплуатантом VIP-самолётов производства концерна Airbus, а также одним из крупнейших в мире операторов бизнесджетов производства корпорации Bombardier.
Операционные центры Fly Comlux находятся в Бахрейне, Цюрихе, на Мальте и на Арубе.
Офисы компании расположены в Цюрихе, Москве, Бахрейне, Алма-Ате и Гонконге.

## Флот

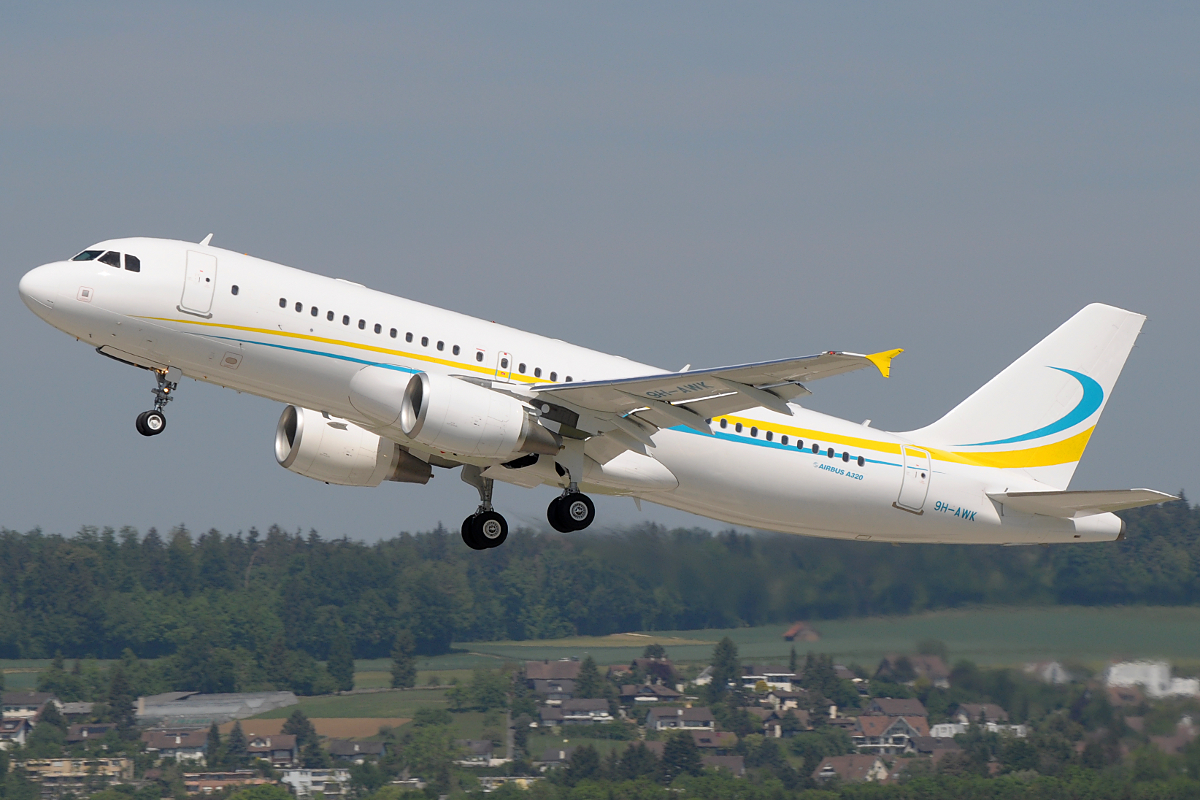
Airbus A320CJ авиакомпании Comlux

В октябре 2011 года авиакомпания эксплуатировала следующие самолёты в VIP-конфигурации пассажирских салонов:
- Airbus A318CJ (стартовый заказчик)
- Airbus A319CJ
- Airbus A320CJ
- Bombardier Challenger 605
- Bombardier Challenger 850
- Bombardier Global Express XRS
- Bombardier Global 5000
- Bombardier Global 6000
- Boeing 767-200ER
- Boeing Business Jet
- Embraer Legacy 650
- Sukhoi Superjet 100 (2 единицы заказаны в октябре 2011 года[6])